# Campionato europeo maschile di pallacanestro Under-18 2005
Il 22º Campionato europeo di pallacanestro maschile Under-18 (noto anche come FIBA Europe Under-18 Championship 2005) si è svolto in Serbia Montenegro, presso Belgrado, dal 15 al 24 luglio 2005.

## Squadre partecipanti
- Slovenia
- Croazia
- Francia
- Germania
- Grecia
- Italia
- Lettonia
- Lituania

- Bulgaria
- Russia
- Serbia e Montenegro
- Belgio
- Israele
- Spagna
- Turchia
- Polonia

## Primo turno
Le squadre sono divise in 4 gruppi da 4 squadre ciascuno, con gironi all'italiana. Le prime tre si qualificano per la fase successiva ad eliminazione diretta, mentre le ultime giocano per il 13-16 posto.

### Gruppo A
| Team        | Pt | V - P | PF - PS   | Dp  |
| ----------- | -- | ----- | --------- | --- |
| 1. Francia  | 6  | 3 - 0 | 230 - 194 | +36 |
| 2. Russia   | 5  | 2 - 1 | 260 - 224 | +36 |
| 3. Germania | 4  | 1 - 2 | 225 - 258 | -33 |
| 4. Lituania | 3  | 0 - 3 | 213 - 252 | -39 |

### Gruppo B
| Team        | Pt | V - P | PF - PS   | Dp  |
| ----------- | -- | ----- | --------- | --- |
| 1. Spagna   | 6  | 3 - 0 | 263 - 235 | +28 |
| 2. Lettonia | 5  | 2 - 1 | 250 - 223 | +27 |
| 3. Grecia   | 4  | 1 - 2 | 253 - 231 | +22 |
| 4. Belgio   | 3  | 0 - 3 | 202 - 279 | -77 |

### Gruppo C
| Team        | Pt | V - P | PF - PS   | Dp  |
| ----------- | -- | ----- | --------- | --- |
| 1. Italia   | 5  | 2 - 1 | 178 - 162 | +16 |
| 2. Israele  | 5  | 2 - 1 | 213 - 185 | +28 |
| 3. Slovenia | 5  | 2 - 1 | 170 - 172 | -2  |
| 4. Bulgaria | 3  | 0 - 3 | 160 - 202 | -42 |

### Gruppo D
| Team                   | Pt | V - P | PF - PS   | Dp  |
| ---------------------- | -- | ----- | --------- | --- |
| 1. Serbia e Montenegro | 6  | 3 - 0 | 275 - 220 | +55 |
| 2. Turchia             | 5  | 2 - 1 | 234 - 192 | +42 |
| 3. Polonia             | 4  | 1 - 2 | 185 - 259 | -74 |
| 4. Croazia             | 3  | 0 - 3 | 222 - 245 | -23 |

### Turno di classificazione
Turno di Classificazione per le finali dal 9º-16º posto.

#### Gruppo G
| Team        | Pt | V - P | PF - PS   | Dp  |
| ----------- | -- | ----- | --------- | --- |
| 1. Slovenia | 6  | 3 - 0 | 206 - 182 | +24 |
| 2. Croazia  | 5  | 2 - 1 | 242 - 199 | +43 |
| 3. Germania | 4  | 1 - 2 | 206 - 225 | -19 |
| 4. Belgio   | 3  | 0 - 3 | 192 - 240 | -48 |

#### Gruppo H
| Team        | Pt | V - P | PF - PS   | Dp  |
| ----------- | -- | ----- | --------- | --- |
| 1. Lituania | 5  | 2 - 1 | 244 - 201 | +43 |
| 2. Bulgaria | 5  | 2 - 1 | 240 - 225 | +15 |
| 3. Grecia   | 5  | 2 - 1 | 223 - 239 | -16 |
| 4. Polonia  | 3  | 0 - 3 | 211 - 253 | -42 |

### Seconda fase

#### Gruppo E
| Team        | Pt | V - P | PF - PS   | Dp  |
| ----------- | -- | ----- | --------- | --- |
| 1. Turchia  | 6  | 3 - 0 | 217 - 189 | +28 |
| 2. Italia   | 5  | 2 - 1 | 234 - 236 | -2  |
| 3. Francia  | 4  | 1 - 2 | 218 - 202 | +16 |
| 4. Lettonia | 3  | 0 - 3 | 194 - 236 | -42 |

#### Gruppo F
| Team                   | Pt | V - P | PF - PS   | Dp  |
| ---------------------- | -- | ----- | --------- | --- |
| 1. Serbia e Montenegro | 6  | 3 - 0 | 221 - 192 | +29 |
| 2. Spagna              | 5  | 2 - 1 | 225 - 212 | +13 |
| 3. Russia              | 4  | 1 - 2 | 243 - 240 | +3  |
| 4. Israele             | 3  | 0 - 3 | 209 - 254 | -45 |

## Fase a eliminazione diretta

### Tabellone 1º-4º posto
|  | Semifinali 1º/4º posto | Semifinali 1º/4º posto | Semifinali 1º/4º posto |         |                     | Finale 1º/2º posto  | Finale 1º/2º posto | Finale 1º/2º posto |  |
|  |                        |                        |                        |         |                     |                     |                    |                    |  |
|  | Italia                 | Italia                 | 64                     |         |                     |                     |                    |                    |  |
|  | Italia                 | Italia                 | 64                     |         |                     |                     |                    |                    |  |
|  | Serbia e Montenegro    | Serbia e Montenegro    | 77                     |         |                     |                     |                    |                    |  |
|  | Serbia e Montenegro    | Serbia e Montenegro    | 77                     |         | Serbia e Montenegro | Serbia e Montenegro | 78                 |                    |  |
|  |                        |                        |                        |         | Serbia e Montenegro | Serbia e Montenegro | 78                 |                    |  |
|  |                        |                        | Turchia                | Turchia | 61                  |                     |                    |                    |  |
|  | Turchia                | Turchia                | Turchia                | Turchia | 61                  | 79                  |                    |                    |  |
|  | Turchia                | Turchia                |                        |         |                     | 79                  |                    |                    |  |
|  | Spagna                 | Spagna                 | 78                     |         |                     | Finale 3º/4º posto  | Finale 3º/4º posto | Finale 3º/4º posto |  |
|  | Spagna                 | Spagna                 | 78                     |         |                     |                     |                    |                    |  |
|  |                        |                        |                        |         |                     |                     |                    |                    |  |
|  |                        |                        |                        |         |                     | Italia              | Italia             | 88                 |  |
|  |                        |                        |                        |         |                     | Italia              | Italia             | 88                 |  |
|  |                        |                        |                        |         |                     | Spagna              | Spagna             | 83                 |  |

### Tabellone 5º-8º posto
|  | Semifinali 5º/8º posto | Semifinali 5º/8º posto | Semifinali 5º/8º posto |        |         | Finale 5º/6º posto | Finale 5º/6º posto | Finale 5º/6º posto |  |
|  |                        |                        |                        |        |         |                    |                    |                    |  |
|  | Francia                | Francia                | 77                     |        |         |                    |                    |                    |  |
|  | Francia                | Francia                | 77                     |        |         |                    |                    |                    |  |
|  | Israele                | Israele                | 66                     |        |         |                    |                    |                    |  |
|  | Israele                | Israele                | 66                     |        | Francia | Francia            | 85                 |                    |  |
|  |                        |                        |                        |        | Francia | Francia            | 85                 |                    |  |
|  |                        |                        | Russia                 | Russia | 87      |                    |                    |                    |  |
|  | Lettonia               | Lettonia               | Russia                 | Russia | 87      | 64                 |                    |                    |  |
|  | Lettonia               | Lettonia               |                        |        |         | 64                 |                    |                    |  |
|  | Russia                 | Russia                 | 74                     |        |         | Finale 7º/8º posto | Finale 7º/8º posto | Finale 7º/8º posto |  |
|  | Russia                 | Russia                 | 74                     |        |         |                    |                    |                    |  |
|  |                        |                        |                        |        |         |                    |                    |                    |  |
|  |                        |                        |                        |        |         | Israele            | Israele            | 77                 |  |
|  |                        |                        |                        |        |         | Israele            | Israele            | 77                 |  |
|  |                        |                        |                        |        |         | Lettonia           | Lettonia           | 53                 |  |

### Tabellone dal 9º al 12º posto
|  | Semifinali 9º/12º posto | Semifinali 9º/12º posto | Semifinali 9º/12º posto |          |          | Finale 9º/10º posto  | Finale 9º/10º posto  | Finale 9º/10º posto  |  |
|  |                         |                         |                         |          |          |                      |                      |                      |  |
|  | Slovenia                | Slovenia                | 82                      |          |          |                      |                      |                      |  |
|  | Slovenia                | Slovenia                | 82                      |          |          |                      |                      |                      |  |
|  | Bulgaria                | Bulgaria                | 59                      |          |          |                      |                      |                      |  |
|  | Bulgaria                | Bulgaria                | 59                      |          | Slovenia | Slovenia             | 73                   |                      |  |
|  |                         |                         |                         |          | Slovenia | Slovenia             | 73                   |                      |  |
|  |                         |                         | Lituania                | Lituania | 79       |                      |                      |                      |  |
|  | Croazia                 | Croazia                 | Lituania                | Lituania | 79       | 82                   |                      |                      |  |
|  | Croazia                 | Croazia                 |                         |          |          | 82                   |                      |                      |  |
|  | Lituania                | Lituania                | 88                      |          |          | Finale 11º/12º posto | Finale 11º/12º posto | Finale 11º/12º posto |  |
|  | Lituania                | Lituania                | 88                      |          |          |                      |                      |                      |  |
|  |                         |                         |                         |          |          |                      |                      |                      |  |
|  |                         |                         |                         |          |          | Bulgaria             | Bulgaria             | 78                   |  |
|  |                         |                         |                         |          |          | Bulgaria             | Bulgaria             | 78                   |  |
|  |                         |                         |                         |          |          | Croazia              | Croazia              | 96                   |  |

### Tabellone dal 13º al 16º posto
|  | Semifinali 13º/16º posto | Semifinali 13º/16º posto | Semifinali 13º/16º posto |        |          | Finale 13º/14º posto | Finale 13º/14º posto | Finale 13º/14º posto |  |
|  |                          |                          |                          |        |          |                      |                      |                      |  |
|  | Germania                 | Germania                 | 86                       |        |          |                      |                      |                      |  |
|  | Germania                 | Germania                 | 86                       |        |          |                      |                      |                      |  |
|  | Polonia                  | Polonia                  | 58                       |        |          |                      |                      |                      |  |
|  | Polonia                  | Polonia                  | 58                       |        | Germania | Germania             | 72                   |                      |  |
|  |                          |                          |                          |        | Germania | Germania             | 72                   |                      |  |
|  |                          |                          | Grecia                   | Grecia | 78       |                      |                      |                      |  |
|  | Belgio                   | Belgio                   | Grecia                   | Grecia | 78       | 87                   |                      |                      |  |
|  | Belgio                   | Belgio                   |                          |        |          | 87                   |                      |                      |  |
|  | Grecia                   | Grecia                   | 91                       |        |          | Finale 15º/16º posto | Finale 15º/16º posto | Finale 15º/16º posto |  |
|  | Grecia                   | Grecia                   | 91                       |        |          |                      |                      |                      |  |
|  |                          |                          |                          |        |          |                      |                      |                      |  |
|  |                          |                          |                          |        |          | Polonia              | Polonia              | 74                   |  |
|  |                          |                          |                          |        |          | Polonia              | Polonia              | 74                   |  |
|  |                          |                          |                          |        |          | Belgio               | Belgio               | 71                   |  |

## Classifica finale
| Campione d'Europa        | Campione d'Europa | Campione d'Europa |
| ------------------------ | ----------------- | ----------------- |
| Serbia e Montenegro      |                   |                   |
| Argento                  | Turchia           |                   |
| Bronzo                   | Italia            |                   |
| 4.                       | Spagna            |                   |
| 5.                       | Russia            |                   |
| 6.                       | Francia           |                   |
| 7.                       | Israele           |                   |
| 8.                       | Lettonia          |                   |
| 9.                       | Lituania          |                   |
| 10.                      | Slovenia          |                   |
| 11.                      | Croazia           |                   |
| 12.                      | Bulgaria          |                   |
| 13.                      | Grecia            |                   |
| 14.                      | Germania          |                   |
| Retrocesse in Division B |                   |                   |
| 15.                      | Polonia           |                   |
| 16.                      | Belgio            |                   |

## Premi individuali

### MVP del torneo
- Dragan Labović [1]

### Miglior quintetto del torneo
- Luigi Datome
- Dragan Labović
- Cenk Akyol
- José Ángel Antelo
- Yogev Ohayon